# Waragi

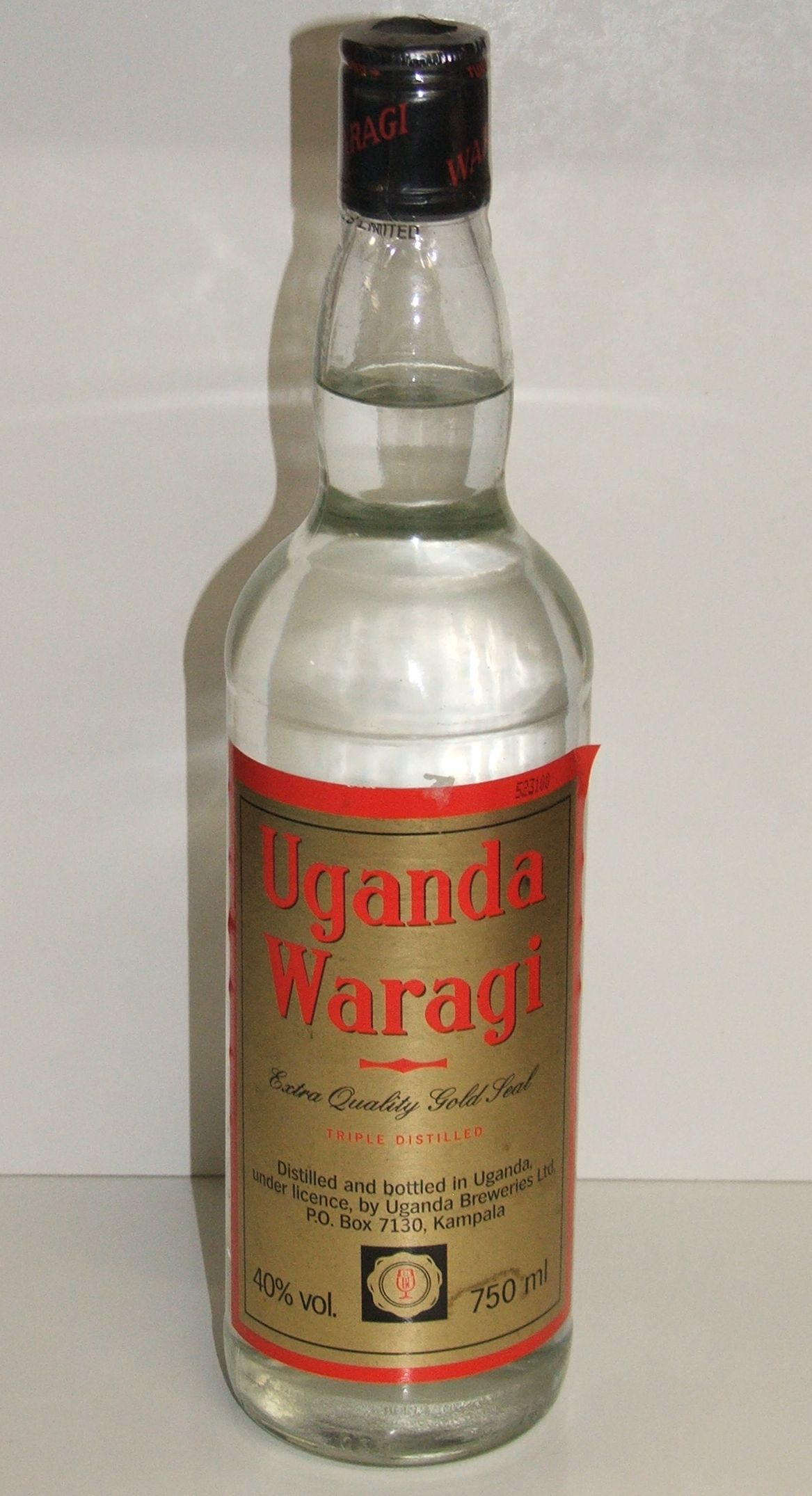
Alkohol marki Uganda Waragi

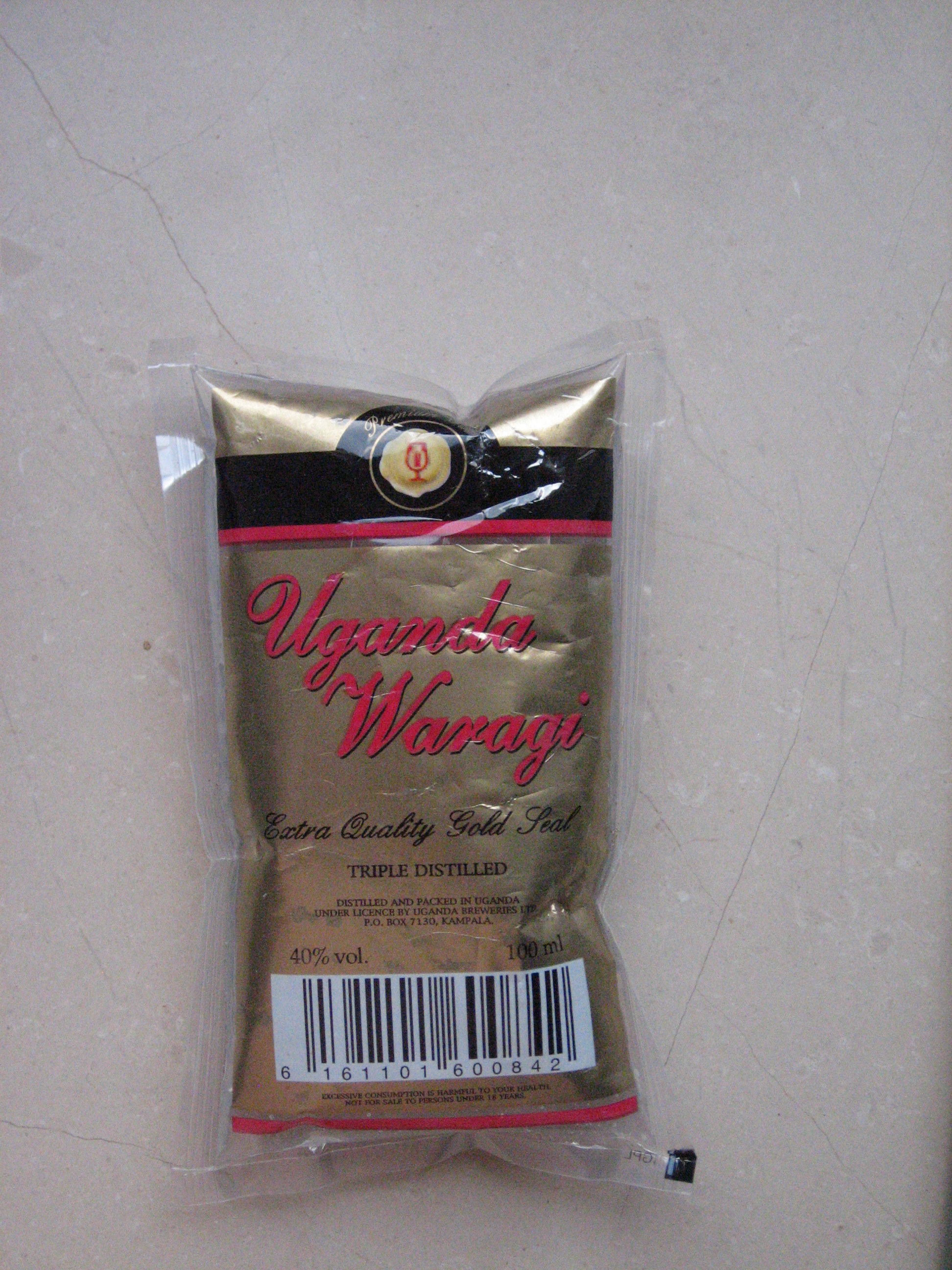
Waragi w saszetce

Waragi – rodzaj wysokoprocentowego napoju alkoholowego wytwarzanego w Ugandzie.
Określenie waragi obejmujące napoje alkoholowe wytwarzane metodami domowymi pojawiło się w latach 60. XX wieku, kiedy to Brytyjczycy zaobserwowali, że najemni żołnierze pochodzący z Sudanu piją alkohol przed akcjami bojowymi. Od używanego przez nich określenia war gin powstało słowo waragi.
Waragi jest wytwarzane w różnych częściach Ugandy zazwyczaj w warunkach domowych z bananów, manioku, prosa lub trzciny cukrowej. Uganda Waragi jest także marką alkoholu wytwarzanego i sprzedawanego przez spółkę Uganda Breweries, należącą do East African Breweries.  
Domowy i niekontrolowany wyrób i obrót alkoholem jest istotnym problemem społecznym w Ugandzie. Szacuje się, że niekontrolowane waragi stanowi ok. 80% alkoholu dostępnego w tym kraju. Roczne spożycie alkoholu w Ugandzie wynosi ok. 19,5 litra na dorosłego mieszkańca. Sprzedaż taniego alkoholu w saszetkach o pojemności o 100 ml powoduje, że jest on powszechnie dostępny również dla dzieci.
Zróżnicowana jakość waragi powoduje, że często dochodzi do zatruć, w tym śmiertelnych. W kwietniu 2010 doszło do tragicznego wypadku. W dystrykcie Kabale ok. 80 osób zmarło po spożyciu waragi zanieczyszczonego metanolem.